# Итонтаун (Њу Џерзи)
Итонтаун (енгл. Eatontown) град је у америчкој савезној држави Њу Џерзи.

## Демографија
По попису из 2010. године број становника је 12.709, што је 1.299 (-9,3%) становника мање него 2000. године.
| Група             | 2000.         | 2010.         |
| Белци             | 9.806 (70,0%) | 8.129 (64,0%) |
| Афроамериканци    | 1.626 (11,6%) | 1.577 (12,4%) |
| Азијати           | 1.305 (9,3%)  | 1.102 (8,7%)  |
| Хиспаноамериканци | 928 (6,6%)    | 1.571 (12,4%) |
| Укупно            | 14.008        | 12.709        |